# Władysław Eiger
Władysław Eiger (* 7. Februar 1907 in Łódź, Polen; † 11. Mai 1991 in Pensacola, Vereinigte Staaten) war ein polnischer Pianist, Arrangeur, Komponist und Orchesterleiter jüdischer Abstammung im Bereich der Tanz- und Unterhaltungsmusik.

## Leben
Eiger studierte Komposition am Warschauer Konservatorium und der École Normale de Musique de Paris. In Polen wurde er gegen Ende des Jahres 1929 durch die Schallplattenfirma „Syrena-Record“ unter Vertrag genommen. Dort arrangierte er für die Tanz-Orchester Henryk Gold und später Henryk Wars Schlagerlieder. Im Jahre 1931/32 fungierte er kurzzeitig als Hausorchesterleiter der Schallplattenfirma „Lonora-Electro“ in Warschau, zwischen 1932 und 1933 dann als Leiter des Hausorchesters der polnischen Lindström-Gesellschaft, mit den Firmen „Odeon“ und „Parlophon“. Bei Lindström wurde er im Jahre 1933 durch den aus Berlin emigrierten Rundfunkkapellmeister und Violinisten Arkadi Flato ersetzt. Neben seiner Tätigkeit für die Schallplatte war Eiger in den frühen 1930er Jahren auch der musikalische Leiter der Theater „Wesoły Wieczór“ und „8.15“ in Warschau und schrieb Revuen. Daneben komponierte er Schlager und war ab 1934 verstärkt beim polnischen Film eingesetzt. Zunächst vorwiegend als Arrangeur (1934 in dem Film „Śluby ułańskie“) später auch als Komponist. 1938 ging er nach Frankreich, wo er als Pianist arbeitete. 1942 gelang ihm die Auswanderung in die Vereinigten Staaten, wo er als Filmkomponist Fuß fassen konnte.